# Escándalo de Kids for cash

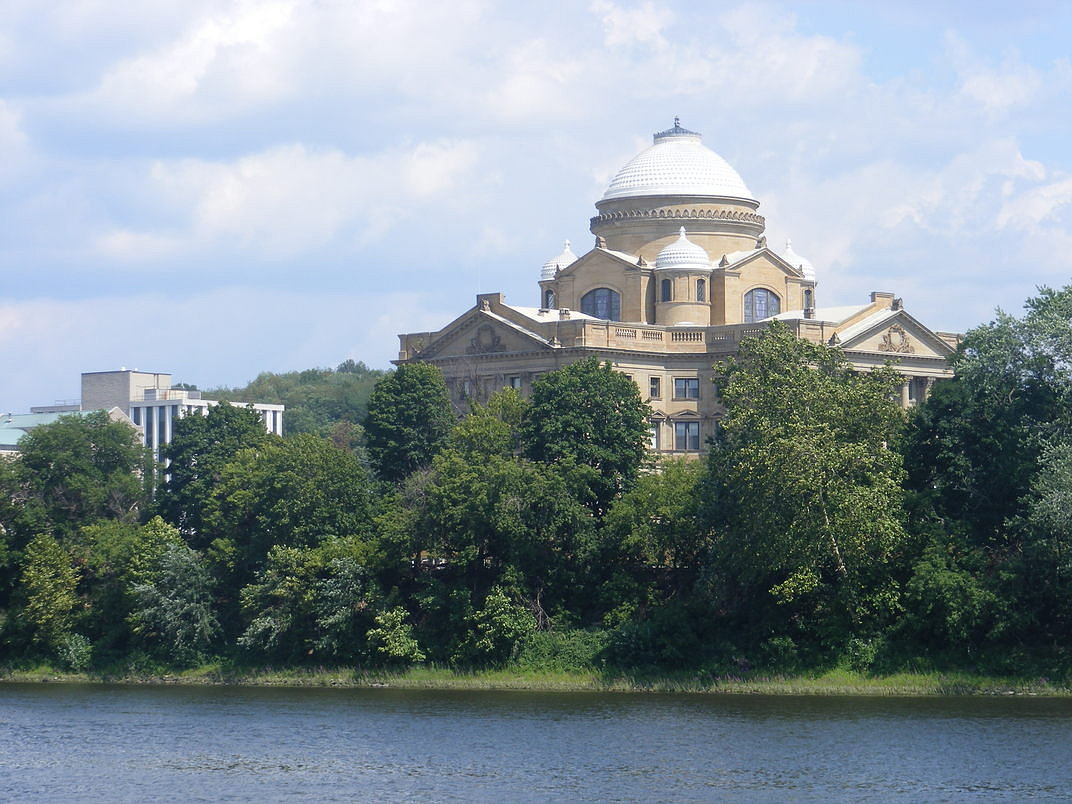
Tribunal de Luzerne County en Wilkes-Barre, Pensilvania

El escándalo Kids for cash (Niños por dinero) se desarrolló en 2008 en relación con sobornos judiciales en el Tribunal de Causas Comunes del condado de Luzerne en Wilkes Barre, Pensilvania. Dos jueces, el juez presidente Mark Ciavarella y el juez superior Michael Conahan, fueron condenados por aceptar dinero de Robert Mericle, constructor de dos centros de detención de menores privados con ánimo de lucro, a cambio de la contratación con las instalaciones y la imposición de penas duras a los menores llevados ante sus tribunales, con tal de aumentar el número de residentes en los centros